# 努瓦当莱沃苏勒
努瓦当莱沃苏勒（法語：Noidans-lès-Vesoul，法語發音：[nwadɑ̃ lɛ vəzul]，意为“沃苏勒附近的努瓦当”）是法国上索恩省的一个市镇，属于沃苏勒区。

## 地理
努瓦当莱沃苏勒（47°36'52"N, 6°7'32"E）面积8.64 平方千米，位于法国勃艮第-弗朗什-孔泰大區上索恩省，该省份为法国东部内陆省份，北起顺时针与孚日省、贝尔福地区省、杜省、汝拉省、科多尔省和上马恩省接壤。
与努瓦当莱沃苏勒接壤的市镇（或旧市镇、城区）包括：昂德拉罗、昂德拉尔、沙里耶、埃什诺拉梅利讷、韦夫尔和蒙图瓦耶、沃苏勒。

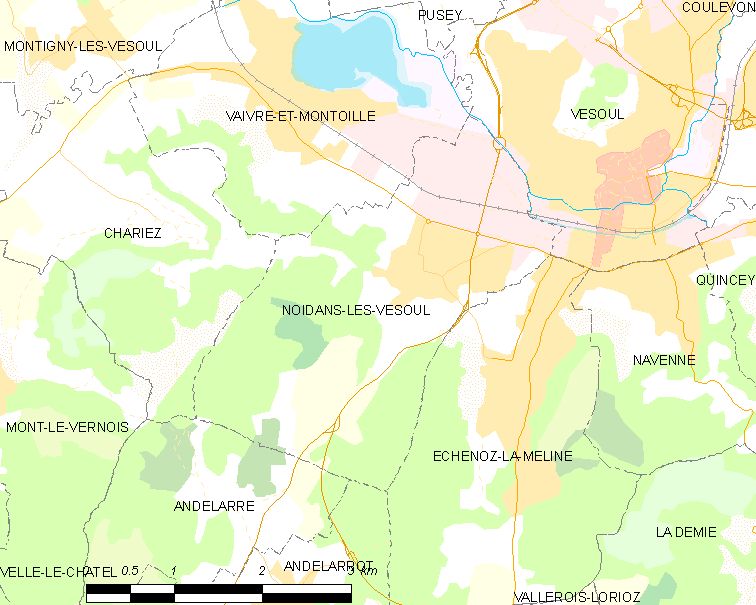
努瓦当莱沃苏勒的OSM定位图

努瓦当莱沃苏勒的时区为UTC+01:00、UTC+02:00（夏令时）。

## 行政
努瓦当莱沃苏勒的邮政编码为70000，INSEE市镇编码为70388。

## 政治
努瓦当莱沃苏勒所属的省级选区为沃苏勒第一县。

## 人口

1962-2008年间努瓦当莱沃苏勒人口变化图示

努瓦当莱沃苏勒于2022年1月1日时的人口数量为1979人。